# بيتسبورغ (كاليفورنيا)
بيتسبورغ (بالإنجليزية: Pittsburg)‏ هي إحدى مدن مقاطعة كونترا كوستا، كاليفورنيا. تم إعطاءها لقب مدينة في 25 يونيو، 1903.

## التركيبة السكانية
حدّد مكتب تعداد الولايات المتحدة بيانات التركيبة السكانية لبيتسبورغ في تعداد الولايات المتحدة. في ما يلي، التركيبة السكانية حسب تعدادي 2000 و2010.

### تعداد عام 2000
بلغ عدد سكان بيتسبورغ 56,769 نسمة بحسب تعداد عام 2000، وبلغ عدد الأسر 17,741 أسرة وعدد العائلات 13,479 عائلة مقيمة في المدينة. في حين سجلت الكثافة السكانية 1,112 نسمة لكل كيلومتر مربع (2,880.1/ميل2). وبلغ عدد الوحدات السكنية 18,300 وحدة بمتوسط كثافة قدره 358.5 لكل كيلومتر مربع (928.5/ميل2).
وتوزع التركيب العرقي للمدينة بنسبة 43.53% من البيض و18.89% من الأمريكيين الأفارقة و0.75% من الأمريكيين الأصليين و12.65% من الأمريكيين ذوي الأصول الآسيوية و0.86% من سكان جزر المحيط الهادئ و16.11% من الأعراق الأخرى و7.22% من عرقين مختلطين أو أكثر و32.21% من الهسبانيون أو اللاتينيون من أي عرق.
بلغ عدد الأسر 17,741 أسرة كانت نسبة 48.4% منها لديها أطفال تحت سن الثامنة عشر تعيش معهم، وبلغت نسبة الأزواج القاطنين مع بعضهم البعض 52.5% من أصل المجموع الكلي للأسر، ونسبة 17.2% من الأسر كان لديها معيلات من الإناث دون وجود شريك، بينما كانت نسبة 6.3% من الأسر لديها معيلون من الذكور دون وجود شريكة وكانت نسبة 24% من غير العائلات. تألفت نسبة 18% من أصل جميع الأسر من عدة أفراد يعيشون في نفس المنزل ونسبة 5.8% كانت تتألف من شخص يعيش بمفرده يبلغ من العمر 65 عاماً أو أكثر. وبلغ متوسط حجم الأسرة المعيشية 3.17، أما متوسط حجم العائلات فبلغ 3.59.
بلغ العمر الوسطي للسكان 30.9 عاماً. وكانت نسبة 30.7% من القاطنين تحت سن الثامنة عشر، وكانت نسبة 10.4% بين الثامنة عشر والرابعة والعشرين عاماً، ونسبة 31% كانت واقعةً في الفئة العمرية ما بين الخامسة والعشرين والرابعة والأربعين عاماً، ونسبة 19.3% كانت ما بين الخامسة والأربعين والرابعة والستين، ونسبة 7.7% كانت ضمن فئة الخامسة والستين عاماً فما فوق. يوجد لكل 100 أنثى 96.9 ذكر، ويوجد لكل 100 أنثى في الثامنة عشر من عمرها فما فوق 94.4 ذكر.
بلغ متوسط دخل الأسرة في المدينة 50,557 دولارًا، أما متوسط دخل العائلة فبلغ 54,472 دولارًا. وكان متوسط دخل الذكور 39,111 دولارًا مقابل 31,396 دولارًا للإناث. وسجل دخل الفرد الخاص بالمدينة 18,241 دولارًا. وكانت نسبة 8.7% من العائلات ونسبة 11.5% من السكان تحت خط الفقر، وكان من هؤلاء نسبة 14.3% تحت سن الثامنة عشر ونسبة 7.6% في الخامسة والستين من العمر وما فوق.

### تعداد عام 2010
بلغ عدد سكان بيتسبورغ 63,264 نسمة بحسب تعداد عام 2010، وبلغ عدد الأسر 19,527 أسرة وعدد العائلات 14,836 عائلة مقيمة في المدينة. في حين سجلت الكثافة السكانية 1,239.3 نسمة لكل كيلومتر مربع (3,209.8/ميل2). وبلغ عدد الوحدات السكنية 21,126 وحدة بمتوسط كثافة قدره 413.8 لكل كيلومتر مربع (1,071.7/ميل2).
وتوزع التركيب العرقي للمدينة بنسبة 36.52% من البيض و17.68% من الأمريكيين الأفارقة و0.82% من الأمريكيين الأصليين و15.63% من الأمريكيين ذوي الأصول الآسيوية و1.02% من سكان جزر المحيط الهادئ و20.98% من الأعراق الأخرى و7.35% من عرقين مختلطين أو أكثر و42.43% من الهسبانيون أو اللاتينيون من أي عرق.
بلغ عدد الأسر 19,527 أسرة كانت نسبة 45.3% منها لديها أطفال تحت سن الثامنة عشر تعيش معهم، وبلغت نسبة الأزواج القاطنين مع بعضهم البعض 50.4% من أصل المجموع الكلي للأسر، ونسبة 18.3% من الأسر كان لديها معيلات من الإناث دون وجود شريك، بينما كانت نسبة 7.3% من الأسر لديها معيلون من الذكور دون وجود شريكة وكانت نسبة 24% من غير العائلات. تألفت نسبة 17.6% من أصل جميع الأسر من عدة أفراد يعيشون في نفس المنزل ونسبة 5.5% كانت تتألف من شخص يعيش بمفرده يبلغ من العمر 65 عاماً أو أكثر. وبلغ متوسط حجم الأسرة المعيشية 3.22، أما متوسط حجم العائلات فبلغ 3.64.
بلغ العمر الوسطي للسكان 32.5 عاماً. وكانت نسبة 27.5% من القاطنين تحت سن الثامنة عشر، وكانت نسبة 10.8% بين الثامنة عشر والرابعة والعشرين عاماً، ونسبة 29% كانت واقعةً في الفئة العمرية ما بين الخامسة والعشرين والرابعة والأربعين عاماً، ونسبة 24.2% كانت ما بين الخامسة والأربعين والرابعة والستين، ونسبة 8.6% كانت ضمن فئة الخامسة والستين عاماً فما فوق. وتوزع التركيب الجنسي للسكان بنسبة 48.7% ذكور و51.3% إناث.

## المناخ
يظهر الجدول التالي التغييرات المناخية على مدار السنة لبيتسبورغ:
| البيانات المناخية لـبيتسبورغ      | البيانات المناخية لـبيتسبورغ | البيانات المناخية لـبيتسبورغ | البيانات المناخية لـبيتسبورغ | البيانات المناخية لـبيتسبورغ | البيانات المناخية لـبيتسبورغ | البيانات المناخية لـبيتسبورغ | البيانات المناخية لـبيتسبورغ | البيانات المناخية لـبيتسبورغ | البيانات المناخية لـبيتسبورغ | البيانات المناخية لـبيتسبورغ | البيانات المناخية لـبيتسبورغ | البيانات المناخية لـبيتسبورغ | البيانات المناخية لـبيتسبورغ |
| الشهر                             | يناير                        | فبراير                       | مارس                         | أبريل                        | مايو                         | يونيو                        | يوليو                        | أغسطس                        | سبتمبر                       | أكتوبر                       | نوفمبر                       | ديسمبر                       | المعدل السنوي                |
| --------------------------------- | ---------------------------- | ---------------------------- | ---------------------------- | ---------------------------- | ---------------------------- | ---------------------------- | ---------------------------- | ---------------------------- | ---------------------------- | ---------------------------- | ---------------------------- | ---------------------------- | ---------------------------- |
| متوسط درجة الحرارة الكبرى °ف (°م) | 57.6 (14.2)                  | 60.1 (15.6)                  | 71.1 (21.7)                  | 79.0 (26.1)                  | 86.0 (30.0)                  | 91.0 (32.8)                  | 90.0 (32.2)                  | 86.0 (30.0)                  | 78.1 (25.6)                  | 64.9 (18.3)                  | 64.0 (17.8)                  | 54.0 (12.2)                  | 73.0 (22.8)                  |
| متوسط درجة الحرارة الصغرى °ف (°م) | 37.9 (3.3)                   | 41.0 (5.0)                   | 46.9 (8.3)                   | 52.0 (11.1)                  | 57.0 (13.9)                  | 57.9 (14.4)                  | 57.9 (14.4)                  | 55.9 (13.3)                  | 51.1 (10.6)                  | 44.1 (6.7)                   | 44.1 (6.7)                   | 36.0 (2.2)                   | 48.6 (9.2)                   |
| الهطول إنش (مم)                   | 2.72 (69)                    | 2.51 (64)                    | 2.16 (55)                    | 0.73 (19)                    | 0.47 (12)                    | 0.09 (2.3)                   | 0.03 (0.76)                  | 0.03 (0.76)                  | 0.24 (6.1)                   | 0.76 (19)                    | 1.77 (45)                    | 1.89 (48)                    | 13.33 (339)                  |
| المصدر:                           |                              |                              |                              |                              |                              |                              |                              |                              |                              |                              |                              |                              |                              |

## توأمة
لبيتسبورغ (كاليفورنيا) اتفاقيات توأمة مع:
- ونجو (1 سبتمبر 2008 - )

## أعلام
- تومي ويلسون
- سكوت مولينا
- كارين فوغتمان
- توني تيريزا
- بيرت بونانو
- هارون مايلز
- داني فلورنسيو